# Survive This!
Survive This! ist eine 2010 gegründete Post-Hardcore-Band aus Las Vegas, Nevada.

## Geschichte
Survive This! wurde 2010 in Las Vegas, Nevada gegründet. Die Band besteht aus Shawn Zyvoloski (Gesang), Daniel Ingram (E-Gitarre), AJ Veloz (E-Gitarre), Doug Horn (E-Bass) und Billy Sanderson (Schlagzeug).
Die Gruppe steht derzeit bei Epitaph Records unter Vertrag. Den Kontakt mit Labelbesitzer Gurewitz verdankten die Musiker Ronnie Radke, welcher mit Frontsänger Shawn Zyvoloski befreundet ist. Radke bot den Musikern an, die Produktion des Debütalbums zu übernehmen. Die Gruppe nahm dieses Angebot an, sodass das Debütalbum von Radke produziert wurde. Außerdem ist Radke Gastsänger im Lied Where I Belong.
Das Debütalbum The Life You’ve Chosen erschien am 29. Oktober 2013 weltweit. Die Gruppe wurde für die Warped Tour gebucht, welche die Gruppe komplett absolvierte. Die Tour startete am 11. Juni 2014 in Anchorage, Alaska (Road to Warped) und endete am 3. August 2014 in Denver, Colorado.
Am 7. April 2016 gab die Gruppe bekannt, dass die Gruppe am 31. Mai 2016 ihr zweites Album, das den Namen Reality trägt, veröffentlichen wird. Die Vorbestellungsphase begann am 22. April 2016.

## Diskografie
- 2013: The Life You’ve Chosen (Epitaph Records)
- 2016: Reality